# Lakeport (Teksas)
Lakeport – miasto w Stanach Zjednoczonych, w stanie Teksas, w hrabstwie Gregg.